# Форт-Мід (Флорида)
Форт-Мід (англ. Fort Meade) — місто (англ. city) в США, в окрузі Полк штату Флорида. Населення — 5100 осіб (2020).

## Географія
Форт-Мід розташований за координатами 27°45′15″ пн. ш. 81°47′41″ зх. д. / 27.75417° пн. ш. 81.79472° зх. д. (27.754294, -81.794639).  За даними Бюро перепису населення США в 2010 році місто мало площу 13,65 км², з яких 13,04 км² — суходіл та 0,60 км² — водойми. В 2017 році площа становила 22,38 км², з яких 21,42 км² — суходіл та 0,96 км² — водойми.

## Демографія
Згідно з переписом 2010 року, у місті мешкало 5626 осіб у 2035 домогосподарствах у складі 1492 родин. Густота населення становила 412 осіб/км².  Було 2453 помешкання (180/км²).
Расовий склад населення:
| - 68,3 % — білих - 18,2 % — чорних або афроамериканців - 0,5 % — корінних американців - 0,3 % — азіатів - 10,7 % — осіб інших рас |

До двох чи більше рас належало 1,9 %. Частка іспаномовних становила 26,1 % від усіх жителів.
За віковим діапазоном населення розподілялося таким чином: 25,6 % — особи молодші 18 років, 55,4 % — особи у віці 18—64 років, 19,0 % — особи у віці 65 років та старші. Медіана віку мешканця становила 38,4 року. На 100 осіб жіночої статі у місті припадало 97,1 чоловіків;  на 100 жінок у віці від 18 років та старших — 97,3 чоловіків також старших 18 років.
Середній дохід на одне домашнє господарство  становив 53 711 долар США (медіана — 42 973), а середній дохід на одну сім'ю — 59 940 доларів (медіана — 51 292). Медіана доходів становила 37 205 доларів для чоловіків та 36 068 доларів для жінок. За межею бідності перебувало 19,7 % осіб, у тому числі 33,4 % дітей у віці до 18 років та 9,2 % осіб у віці 65 років та старших.
Цивільне працевлаштоване населення становило 2105 осіб. Основні галузі зайнятості: освіта, охорона здоров'я та соціальна допомога — 21,2 %, сільське господарство, лісництво, риболовля — 17,8 %, будівництво — 11,5 %, мистецтво, розваги та відпочинок — 8,8 %.